# L'allegria
L'allegria ("munterheten") är en diktsamling från 1931 av den italienske författaren Giuseppe Ungaretti. Den består av fem avdelningar: Ultime, Il porto sepolto, Naufragi, Girovago och Prime. Många av dikterna är krigsdikter skrivna utifrån Ungarettis erfarenhet från första världskriget, men samlingen avhandlar även ämnen som författarens ungdomsminnen från Nordafrika, poetens och poesins roll i samtiden och kulturell och nationell identitet.
Stilen är kompakt och fåordig, vilket hänger samman med en målsättning att använda tomrum och tystnader för att återvitalisera ordet. Det finns stildrag som ligger nära futurismen, men Ungaretti stod närmare den franska symbolismen, och ville till skillnad från futuristerna inte bryta med historien. Tvärtom försökte han använda modernismens radikala nollställning för att bereda plats för en återvitalisering av den poetiska traditionen, utmärkt av en organisk koppling mellan språk och poesi, med syftet att förmedla uppenbarelser, kreativitet och försoning.
Dikterna i L'allegria är skrivna mellan 1914 och 1919. Boken räknas ibland som Ungarettis riktiga debutdiktsamling, men större delen av innehållet hade tidigare tryckts i de mindre samlingarna Il porto sepolto från 1916 och La guerre serra, P-L-M och Allegria di naufragi från 1919. L'allegria hade betydande påverkan på den italienska poesins utveckling under 1900-talet.
År 2001 utgavs ett urval ur L'allegria samt Ungarettis nästa diktsamling Sentimento del tempo i svensk tolking av Pierre Zekeli och Marianne Sandels under titeln Jag är en varelse.